# ویربل
ویربل (به انگلیسی: Veeraballe) یک روستا در هند است که در آندرا پرادش واقع شده‌است.